# 杜弗氏散
杜佛氏散（英語：Dover's powder）別稱吐根阿片散或複方吐根散，是一種用來醫治感冒和發燒症狀的傳統藥物，得名於其開發者英國醫師湯瑪士·杜佛，並約在1960年代後完全不再應用於現代醫學中。

## 成份及服用
根據一份1958年的資料，杜佛氏粉的配方及服用劑量如下：
“準備好的吐根10克；粉劑鴉片10克；乳糖80克。其成品中無水嗎啡的份量佔了1%。每劑份量為320至640毫克(5至10格令) 。而不少英國外的藥劑師會配製一種相類的藥粉，並往往以硫酸鉀或同等份量的硝酸鉀和硫酸鉀的混合來取代乳糖。最大單次劑量(max. single dose)為 1 至 1.5 克；而24小時內最大服用劑量為4至6克。”

## 印度
杜佛氏散於1994年為印度政府取締。

## 外部連結
- . . 1905.